# Gioacchino Gutkeled
Gioacchino dei Gutkeled (in ungherese Gutkeled nembeli Joachim; in croato Joakim Pektar; ... – Slavonia, aprile 1277) fu un influente nobile ungherese attivo della seconda metà del XIII secolo.
Uno degli atti più importanti eseguiti durante la sua vita riguardo al rapimento di Ladislao IV d'Ungheria, figlio ed erede di Stefano V d'Ungheria, nel giugno del 1272. Si trattò di un caso senza precedenti nella storia medievale ungherese e segnò l'inizio di mezzo secolo di periodo turbolento, nota come fase dell'"anarchia feudale". Gioacchino fu uno dei primi signori provinciali a cercare di stabilire un dominio oligarchico indipendente rispetto al potere della corona. Gioacchino morì nel corso di alcune lotte combattute contro i Babonić.
Ricoprì il ruolo di bano di Slavonia tra il 1270 e il 1272 (con una breve interruzione) e dal 1276 al 1277, oltre a essere per tre volte responsabile del tesoro magiaro tra il 1272 e il 1275. Fu inoltre ispán, o conte, di molti comitati, tra cui il comitato di Baranya e quello di Pozsony.

## Biografia

### Primi anni
Gioacchino era legato al ramo Majád della famiglia dei Gutkeled, una discendenza aristocratica di origine tedesca, che passò dal ducato di Svevia al regno d'Ungheria durante il regno di Pietro a metà dell'XI secolo, secondo la Gesta Hunnorum et Hungarorum di Simone di Kéza. Era il secondogenito di Stefano I Gutkeled, che fu un fedele sostenitore e potente nobile al fianco di Béla IV d'Ungheria fino a quando perì nel 1260. Gioacchino aveva un fratello maggiore e due minori. Il primogenito Nicola II operò come giudice reale dal 1273 al 1274, futuro bano di Slavonia per due volte. I fratelli minori di Gioacchino, Stefano II e Paolo non avevano ancora raggiunto la maggiore età nel 1263, tanto che ricoprirono delle cariche illustri soltanto a partire almeno dal 1270.

Lo stemma dei Gutkeled

Suo padre Stefano I governò il ducato di Stiria per conto di due pretendenti al trono magiaro, il duca Béla e il duca Stefano dal 1254 al 1260, anno della sua morte. È plausibile che il giovane Gioacchino avesse svolto il servizio militare e avesse lì la conosciuto personalmente Stefano, suo coetaneo. Dopo la sconfitta riportata nella battaglia di Kressenbrunn del 1260, quando Béla fu costretto a rinunciare alla Stiria in favore di Ottocaro II di Boemia, emersero delle tensioni nei rapporti tra Béla IV e suo figlio, il duca Stefano. Alla vigilia del loro conflitto, che causò una guerra civile durata per un biennio, Nicola e Gioacchino assunsero una posizione politica di sostegno al monarca. Gioacchino servì come coppiere nella corte ducale dell'ancora infante Béla, duca di Slavonia, figlio prediletto di re Béla nel 1263. Secondo gli storici László Zolnay e Jenő Szűcs, i fratelli Gutkeled rinunciarono a fiancheggiare Béla e si unirono al duca Stefano all'inizio del 1264, non molto prima dello scoppio della guerra civile. Di conseguenza, a Gioacchino vennero concesse le signorie di Hațeg, Miháld e Jeszenő (di cui le prime situate nei confini della moderna Romania, mentre Jasenov in Slovacchia), che si trovavano tutte nelle parti orientali del Regno d'Ungheria, governate dal duca Stefano dopo la divisione del regno nel 1262. Al contrario, lo storico Attila Zsoldos ha dubitato della teoria avanzata dai suoi colleghi, considerando che non vi sono prove chiare a sostegno di ciò, poiché Gioacchino non giocò alcun ruolo di rilievo, se non addirittura nessuno, nella successiva guerra civile a causa della sua età relativamente giovane, e potrebbe aver ricevuto dei vasti feudi più tardi, dopo l'ascesa di Stefano al trono ungherese nel 1270. In un momento imprecisato antecedente alla sua ascesa al potere, il duca Stefano donò Pelbárthida (la moderna Parhida, in Romania) e un altro possedimento ignoto a Gioacchino.

### Sotto Stefano
Béla IV morì il 3 maggio 1270 e, pochi giorni dopo, Stefano arrivò a Buda allo scopo di nominare i suoi fedelissimi alle cariche più alte. In tale occasione, Gioacchino Gutkeled fu investito del titolo di bano di Slavonia, rimpiazzando il principale sostenitore del defunto Béla, Enrico Kőszegi. L'incoronazione di Stefano V generò una breve crisi al potere in Ungheria, tanto che alcuni dei sostenitori del re anziano avevano lasciato l'Ungheria e si erano recati in esilio in Boemia, dove Ottocaro li aveva posti sotto la sua protezione. Pare che Gioacchino si dimostrò fedele e convinto suddito del nuovo monarca. Partecipò alla campagna condotta da Stefano V in Austria (sottoposta a Ottocaro) quando essa fu razziata intorno al 21 dicembre 1270. Combatté anche dalla parte del re nella primavera del 1271, quando Ottocaro invase le terre a nord del Danubio e catturò numerose fortezze nell'Alta Ungheria. Gioacchino risiedette nell'accampamento reale lungo il fiume Dudvág (o Dudváh) a metà giugno, poi a Presburgo (la moderna Bratislava, in Slovacchia) dopo la vittoria di Stefano conseguita sul suo nemico. Fu uno dei firmatari dell'accordo siglato tra i due re a Presburgo il 2 luglio.
Gioacchino approfittò della sua dignità di bano di Slavonia e dei feudi ereditati dal padre nell'area per creare un proprio dominio personale tra i fiumi Drava e Sava, nella parte sud-occidentale del regno. Acquistò o costruì diversi castelli e le loro signorie circostanti nella regione, ad esempio Bršljanica (Berstyanóc) e Koprivnica (Kapronca), nella contea di Križevci, e Steničnjak (Sztenicsnyák), nel comitato di Zagabria. A un suo lontano parente, Hodos Gutkeled, Gioacchino delegò l'amministrazione del comitato di Zagabria per suo conto. Jenő Szűcs ha ritenuto che i vicini comitati Somogy e Bács erano governati nello stesso periodo rispettivamente dai fratelli di Gioacchino, Nicola e Paolo, circostanza che ampliava il peso specifico di Gioacchino nella regione. Questa ricostruzione non è però stata abbracciata da Zsoldos nei suoi scritti.

### Anarchia feudale

#### Rapimento dell'erede apparente
Stefano V e il suo seguito più fidato, tra cui figurava suo erede, il piccolo Ladislao dell'età di dieci anni e gli aristocratici del consiglio reale, si diressero in Croazia nella tarda primavera del 1272 per incontrare il suo alleato e suocero di suo figlio, Carlo I d'Angiò. Il viaggio del re si fermò a Zagabria il 26 maggio, poi a Topusko l'8 giugno e ancor più tardi a Bihać (Bihács, in Bosnia ed Erzegovina) il 23 giugno. Due giorni dopo, Stefano scrisse un documento in cui confermava che durante lo spostamento non si era verificato nessun episodio insolito. Tuttavia, nei giorni successivi, sia Gioacchino Gutkeled che il principe Ladislao sparirono dall'accampamento reale. Presto si scoprì che Gioacchino aveva rapito Ladislao e lo stava tenendo prigioniero nella fortezza di Koprivnica, in Slavonia. Il giovane veniva sorvegliato da Bachaler Olaszkai, famiglio di Gioacchino e castellano di Koprivnica. Stefano V radunò immediatamente un esercito e assediò il forte, ma non riuscì a espugnarlo, perché le terre circostanti erano le principali in mano a Gioacchino. Stefano tornò in Ungheria a metà luglio per reclutare delle armate più numerose allo scopo di liberare suo figlio. Destituì dunque Gioacchino Gutkeled dalla carica di bano di Slavonia e lo sostituì con un suo fedelissimo, Mojs. Nel frattempo, anche i fratelli di Gioacchino temettero di subire delle ripercussioni nel consiglio reale. Tuttavia, nonostante Stefano intendesse prendere dei provvedimenti, finì per ammalarsi gravemente e dovette sopportare l'umiliazione e la grave crollo psicologica che aveva innescato in lui il tradimento di Gioacchino. Il re fu portato all'isola Csepel, dove spirò il 6 agosto 1272.

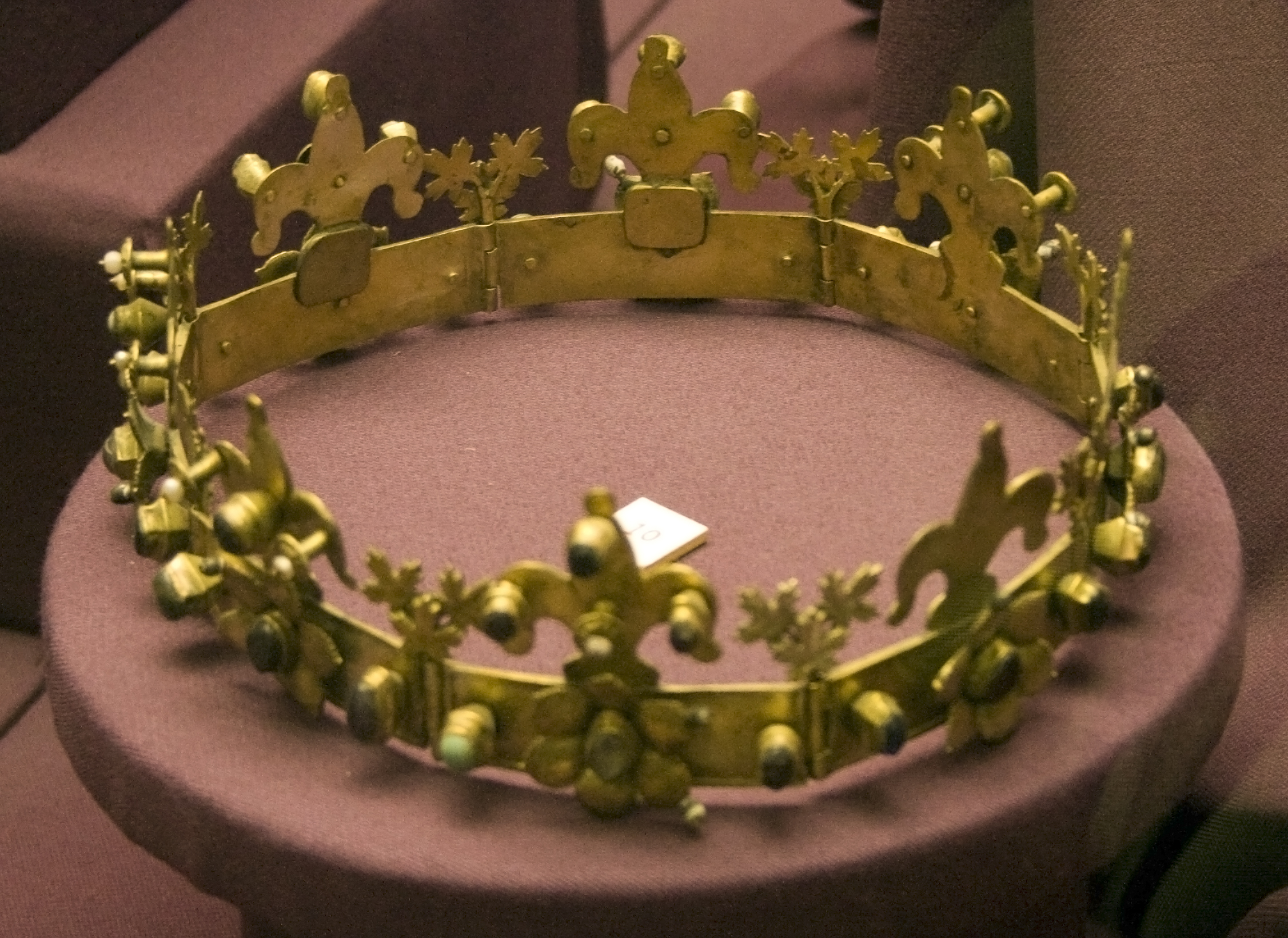
Corona funebre di Stefano V

A causa della frammentarietà e della scarsa neutralità delle fonti coeve disponibili, le motivazioni e gli obiettivi politici perseguiti da Gioacchino rimangono abbastanza oscuri. Lo storico Tamás Kádár ha suggerito vi fossero delle ragioni personali, poiché forse il nobile temeva di venire emarginato o era insoddisfatto dell'incarico affibbiatogli. Lo storico Pál Engel ha creduto che Gioacchino Gutkeled pianificò di costringere Stefano V a spartire l'Ungheria con Ladislao. Zsoldos, dal canto suo, ha sostenuto che Gioacchino prese attivamente parte a una cospirazione che vide la presenza di un gruppo di persone più ampio. Dalla fine del XIX secolo, diversi storici, tra cui Bálint Hóman e Gyula Kristó, hanno ritenuto che Ladislao fosse stato rapito e imprigionato con il tacito consenso di sua madre, la regina Elisabetta la Cumana, che voleva accrescere il suo potere insieme al marito, re Stefano V. In questa relazione, Gioacchino era il favorito della regina Elisabetta. Il loro obiettivo era quello di frammentare gli aristocratici più o meno fedeli a Ladislao, allo scopo di sostituirsi a loro nel consiglio reale ed esercitando così una propria influenza in misura maggiore. Alcuni autori del XX secolo hanno addirittura immaginato una relazione adulterina tra la regina Elisabetta e Gioacchino, ma nessuna fonte contemporanea o successiva avvalora tale teoria. Jenő Szűcs ha sostenuto che in virtù della parentela con tre diverse dinastie reali acquisita da Gioacchino attraverso il suo matrimonio, egli si considerava una figura più che legittimata a intervenire attivamente nella politica magiara.
Il complotto di Gioacchino segnò la fine di un'era politica nell'Ungheria medievale, dominata fino all'affermazione di Stefano V da una forte supremazia della corona rispetto all'aristocrazia, ai limiti dell'assolutismo. Il rapimento di Ladislao, un caso inedito nella storia ungherese antecedente, e gli eventi successivi marcarono l'inizio di una nuova fase durata mezzo secolo e definita "anarchia feudale", la quale si arrestò soltanto nel 1323 e fu caratterizzata dall'indebolimento del potere reale, da condizioni anarchiche nel governo e da guerre civili e faide tra vari gruppi di nobili rivali, in lizza per influenzare quanto più possibile il re. L'anarchia feudale coincise con l'ascesa dei cosiddetti "oligarchi", che fondarono dei propri staterelli in vari angoli del regno senza sottostare al re. Gioacchino Gutkeled fu uno dei primi rappresentanti di questo filone. Il giurista Balázs László ha definito il rapimento alla stregua di un «atto di terrorismo». Secondo lo storico Gyula Kristó, Gioacchino aveva con il suo atto introdotto il «brigantaggio politico» in Ungheria.

#### Lotta per il potere
Gioacchino Gutkeled partì alla volta di Albareale non appena fu informato della morte di Stefano V, perché voleva organizzare l'incoronazione di Ladislao. La vedova di Stefano, la regina Elisabetta, si unì a lui, facendo infuriare i sostenitori del defunto monarca che l'accusarono di aver cospirato contro il marito. Uno di loro, Egidio Monoszló, assediò immediatamente a fine agosto la residenza della regina madre ad Albareale per "salvare" Ladislao dall'influenza del gruppo aristocratico rivale. Un'altra cronaca straniera sostiene che i Monoszló intendevano affermare la pretesa del duca Béla di Macsó al trono ungherese. Tuttavia, l'azione militare di Egidio si concluse con un fallimento poiché le truppe di Gioacchino sconfissero il suo esercito dopo alcuni scontri e spargimenti di sangue. Egidio e i suoi parenti fuggirono dall'Ungheria alla corte di Ottocaro II che offrì loro rifugio. Ladislao IV fu incoronato re all'inizio di settembre del 1272. In teoria, il giovane ancora decenne Ladislao governò sotto la reggenza di sua madre, ma nella sostanza furono le varie fazioni baronali ad amministrare il regno. Il signore più importante e potente risultò indubbiamente Gioacchino Gutkeled durante quei mesi, che divenne tutore e tutore del giovane re. La sua posizione di bano di Slavonia venne ripristinata già verso la fine di agosto. Gioacchino indirizzò la politica ungherese per gli anni successivi con più o meno efficienza. Nella sua lettera alla cugina materna di sua moglie Cunegonda di Slavonia, Elisabetta nel 1275, Ottocaro II definì Gioacchino Gutkeled «il suo nemico più pericoloso in Ungheria». Questa lettera ha un valore storico assai importante, poiché narra la storia del rapimento di Ladislao nel modo più dettagliato.

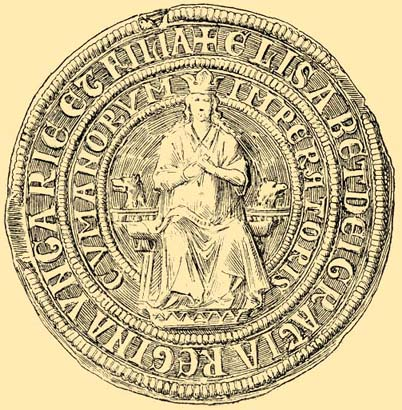
Il sigillo della regina Elisabetta la Cumana, per breve tempo alleata politica di Gioacchino Gutkeled

Contemporaneamente alla partenza dei Monoszló, Enrico Kőszegi arrivò in Ungheria dal suo esilio a Praga. Nel novembre del 1272, aveva assassinato infatti brutalmente Béla di Macsó, che, essendo l'unico membro adulto di sesso maschile della dinastia degli Arpadi, era malvisto da ogni aristocratico che desiderava interferire nella lotta per il potere assoluto. È plausibile che anche Gioacchino avesse giocato un ruolo nella pianificazione dell'assassinio, poiché rifiutò fermamente l'orientamento filo-boemo di Béla per ragioni politiche e familiari, ed Enrico Kőszegi evitò il processo grazie all'intervento di Gioacchino. Subito dopo l'omicidio, Gioacchino Gutkeled strinse un'alleanza con Enrico Kőszegi e i fratelli Geregye, formando uno dei due principali gruppi baronali, mentre l'altro era dominato dagli Csák e dai Monoszló. Secondo il severo giudizio di Tamás Kádár, la loro alleanza era una «coalizione politica di due comuni criminali». Gioacchino ascese alla dignità di maestro del tesoro nel novembre del 1272, divenendo inoltre ispán del comitato di Pilis. Quest'ultima posizione, poiché Pilis era un feudo reale, conferma anche il saldo rapporto di fiducia tra Elisabetta e Gioacchino. Inizialmente, Enrico e Gioacchino affiancarono la regina Elisabetta contro i sostenitori del defunto Stefano (in particolare gli Csák), ma, presto, Gioacchino Gutkeled tradì il suo patrono e scacciò la regina madre e i suoi cortigiani dai circoli di potere, tanto che la reggenza della nobildonna rimase solo nominale durante tutta la minore età di Ladislao IV. La crescente influenza di Gioacchino sul consiglio reale si rifletteva in tre documenti della corona, emessi a nome del giovane monarca tra il 1272 e il 1274. Il primo di essi, risalente al novembre del 1272, corrisponde a una donazione reale al castellano Bachaler. Nel testo non si indica Gioacchino come rapitore, ma anzi si dice che Ladislao fu rimosso «a causa del risentimento di alcuni dei suoi [di Stefano] baroni». Il secondo scritto, emesso alla fine del 1273, asserisce che Ladislao fu costretto a ritirarsi a Koprivnica a causa «degli intrighi dei suoi nemici», e afferma falsamente che il bambino di dieci anni cercò volontariamente rifugio nel castello. È interessante notare che il soldato di ventura Giobbe Csicseri partecipò al fallito assedio di Koprivnica, aumentando ulteriormente il grado di contraddizione. Il terzo documento, emesso il 25 settembre 1274, cioè pochi giorni prima della battaglia di Föveny, Ladislao assegnò il privilegio a Sebastiano di Bensa, ispán del comitato di Torna, che «servì fedelmente [...] nel castello di Koprivnica, dove ci siamo ritirati a causa dell'ira del nostro carissimo padre».

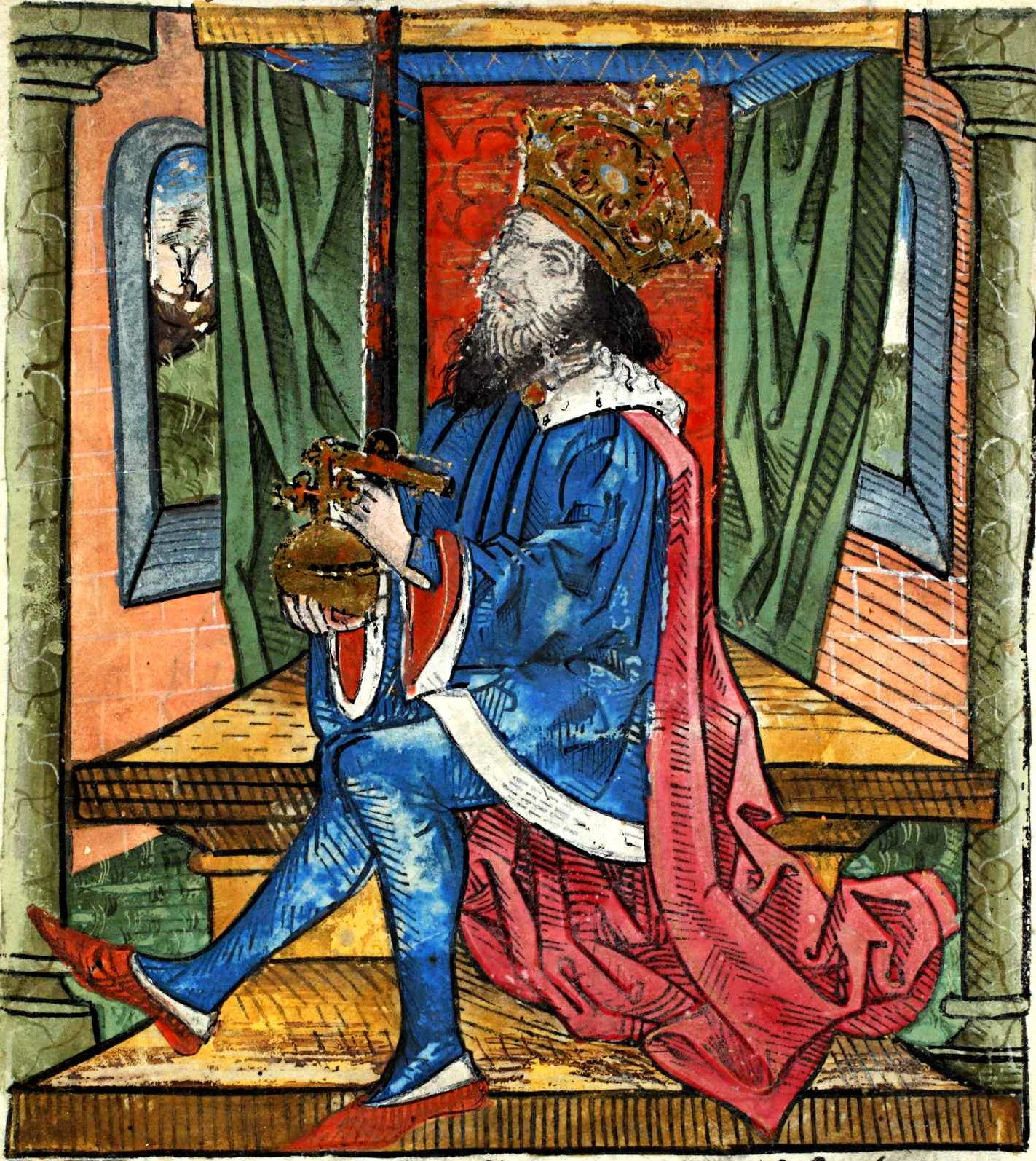
Ladislao IV, come raffigurato nella Chronica Hungarorum del XV secolo

Gioacchino partecipò alle incursioni ungheresi (non bandite dalla corona) in Austria e Moravia nel febbraio del 1273, insieme a Denis Péc, Matteo Csák, Giovanni Kőszegi e il suo lontano parente Amadeo Gutkeled. Marciarono verso Fürstenfeld e la assediarono, saccheggiando e arrecando devastazione nelle terre circostanti. Per rappresaglia contro le incursioni, le truppe di Ottocaro invasero le terre di confine dell'Ungheria nell'aprile del 1273. L'esercito boemo si impossessò di Giavarino e di Savaria, imperversando nei comitati occidentali. Approfittando della situazione, la regina Elisabetta tentò di recuperare la sua precedente influenza ed espulse Gioacchino Gutkeled e Nicola Geregye dal governo. Gioacchino dovette abbandonare il suo incarico come maestro in favore di una figura benvista dalla regina, Stefano Rátót, intorno a maggio 1373. Tuttavia, i baroni del regno avevano temporaneamente fatto la pace e insediato, per utilizzare un'espressione anacronistica, un governo di unità nazionale intorno a giugno per sopprimere con successo il nemico. Gli sforzi della regina fallirono e Gioacchino Gutkeled tornò a ricoprire il ruolo di maestro del tesoro. Oltre alla sua posizione ripristinata di ispán nel comitato di Pilis, divenne anche capo della regione di Pozsony. Gioacchino Gutkeled guidò un folto esercito di potenti baroni contro Ottocaro, che per ripicca assediò Győr. Riconquistati i due forti summenzionati, Giavarino e Savaria, due mesi dopo, Denis Péc combatté con una retroguardia boema vicino a Giavarino in agosto. Enrico Kőszegi sconfisse l'esercito boemo a Laa in agosto. Nell'ambito di una seconda serie di razzie, l'esercito di Ottocaro riconquistò Giavarino e si impadronì di molte fortezze, tra cui Sopron in autunno. La cooperazione delle parti baronali durò solo pochi mesi. Gioacchino partecipò all'attacco vittorioso a Nagyszombat (odierna Trnava, in Slovacchia), dove la città fu ripresa. Insieme a Denis Péc ed Egidio Monoszló, tornati in Ungheria dall'esilio, Joachim Gutkeled sconfisse un esercito moravo presso le mura del castello di Detrekő (le cui rovine si trovano vicino a Plavecké Podhradie, in Slovacchia) nell'ottobre, il cui forte fu assediato invano dalle truppe di Ottocaro. Malgrado queste piccole battute d'arresto, varie terre e comitati su larga scala rimasero sotto la sovranità di Ottocaro. Poiché i conflitti si protrassero in assenza della firma di una tregua o di un trattato di pace, tale situazione generò una condizione di conflitto congelato. Intorno all'ottobre 1273, la fazione capeggiata dai Kőszegi-Gutkeled-Geregye prese il controllo del paese, estromettendo gli Csák. Stravolgendo l'equilibrio di potere tra i due gruppi rivali, Enrico Kőszegi e Gioacchino Gutkeled espulsero diversi membri del consiglio reale e costituirono un «governo del partito unico» alla fine del 1273, come Szűcs lo ha definito nella sua monografia. Ad esempio, anche i fratelli di Gioacchino raggiunsero delle posizioni elevate.
Matteo Csák e i suoi alleati rimossero il voivoda di Transilvania Nicola Geregye dal potere all'inizio di giugno 1274, ma Enrico Kőszegi e i fratelli Gutkeled riuscirono a mantenere le loro posizioni, sebbene il loro governo si fosse concluso. Temendo il graduale avanzamento del gruppo rivale nelle settimane precedenti, Gioacchino Gutkeled ed Enrico Kőszegi catturarono Ladislao IV e sua madre vicino a Buda alla fine di giugno 1274. In seguito ripristinarono la situazione precedente, mentre il giovane monarca e la regina Elisabetta furono praticamente tenuti agli arresti domiciliari. Sebbene l'illustre generale militare Pietro I Csák avesse liberato il re e sua madre in poco tempo, i due potenti signori, Enrico Kőszegi e Gioacchino Gutkeled catturarono il fratello minore di Ladislao, Andrea, e lo portarono in Slavonia, loro regione di riferimento. Rivendicarono la Slavonia in nome del duca Andrea e si convinsero a utilizzare il giovane principe come "anti-re" contro il fratello maggiore, che a quel tempo era caduto sotto l'influenza degli Csák. Durante il loro viaggio verso la provincia meridionale, l'esercito reale guidato da Pietro Csák e Lorenzo I Aba li inseguì e li catturò ancora nel Transdanubio. Le truppe filo-Ladislao sconfissero le loro forze congiunte nella battaglia di Föveny (o Bökénysomló), combattuta vicino all'odierna Polgárdi tra il 26 e il 29 settembre 1274. Enrico Kőszegi fu ucciso nello scontro, mentre Gioacchino Gutkeled riuscì a sopravvivere. Anche i figli di Enrico, Nicola e Giovanni fuggirono dal campo degli scontri, ritirando le loro truppe nelle terre di confine tra Ungheria e Austria. In seguito, Pietro Csák cercò di sconfiggerli definitivamente, ma la campagna reale non ottenne successo. Dopo la battaglia di Föveny, il gruppo degli aristocratici fedeli agli Csák assunse il potere supremo e Gioacchino Gutkeled perse la sua dignità e influenza politica, finendo per ritirarsi nei suoi domini oltre la Drava. Riuscì a mantenere solo l'ispanato del comitato di Pilis. Il re confiscò anche alcune delle sue terre fuori dalla Slavonia, tra cui Málca, nel comitato di Zemplén (l'attuale Malčice, in Slovacchia), destinata a Lorenzo Aba.

#### Ultimi anni

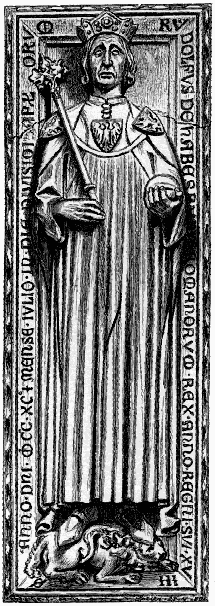
L'epitaffio di Rodolfo I d'Asburgo

Nonostante le loro azioni violente contro il monarca, i Kőszegi e i Gutkeled riacquistarono la loro influenza e ripresero il potere nella primavera del 1275. Gioacchino Gutkeled continuò a collaborare con figli del suo defunto alleato politico, Enrico Kőszegi. Durante tale nuova fase, Gioacchino divenne nuovamente maestro del tesoro nel giugno 1275, rimpiazzando Egidio Monoszló. Oltre a ciò, servì anche come ispán del comitato di Baranya e dell'ispanato di Bánya (Árkibánya) all'interno del comitato di Nitra. Secondo la lettera di Ottocaro summenzionata dello stesso anno, il giovane Ladislao «non osò fare nulla di diverso da ciò che [Gioacchino] pensava fosse buono». Scoppiò quindi una nuova guerra civile tra Gioacchino Gutkeled e Pietro Csák nei mesi successivi; Ugrino III Csák eseguì le prime mosse in questo conflitto emergente, quando attaccò le truppe di Gioacchino vicino a Föveny, dove la battaglia già narrata ebbe luogo un anno prima. Tuttavia, Ugrino fallì nell'intento e un documento della corona emesso dal consiglio reale dominato da Kőszegi in nome di Ladislao IV lo bollò alla stregua di un «traditore». Gioacchino perse le sue posizioni nell'autunno del 1275, quando i Csák ripresero la loro influenza sul consiglio reale. In seguito Pietro Csák lanciò una massiccia campagna militare contro il dominio dei Kőszegi, conclusosi con saccheggi e devastazione nelle terre della diocesi di Vesprimia guidata dal vescovo Pietro Kőszegi. Nel frattempo, i Geregye imperversarono nei feudi degli Csák nel comitato di Albareale. Il barbarico attacco contro la diocesi di Vesprimia screditò Pietro Csák, indignando l'opinione generale. Gioacchino Gutkeled e i Kőszegi rimossero nuovamente i loro oppositori dal potere in un'assemblea nobiliare svoltasi a Buda intorno al 21 giugno 1276. Poco dopo, Gioacchino venne nominato bano di Slavonia.
Dalla metà del 1275, Gioacchino Gutkeled influenzò significativamente l'orientamento della politica estera dell'Ungheria. Rodolfo I d'Asburgo fu eletto re di Germania nel settembre del 1273. Il suo rivale, Ottocaro II, anch'egli candidato al trono, fu quasi l'unico ad opporsi a Rodolfo. Dopo non aver riconosciuto Rodolfo come legittimo sovrano, una dieta imperiale svoltasi a Norimberga decise di privare Ottocaro dei suoi possedimenti reali, ossia i ducati d'Austria, Stiria e Carinzia nel novembre 1274. Ottocaro si trovò quindi in una posizione difficile e inviò un'offerta di pace alla corte reale ungherese per evitare una guerra su due fronti nell'ottobre del 1275. Gli Csák erano disposti ad accettare l'offerta, ma avevano perso il proprio peso nel consiglio reale prima di poter assumere questa linea decisionale. I Kőszegi e Gioacchino Gutkeled, dal canto loro, rifiutarono di ristabilire delle relazioni pacifiche con la Boemia. Intorno alla metà del 1275, Gioacchino inviò una lettera a Rodolfo invocando assistenza per far valere i suoi presunti diritti in Stiria. Tramite sua moglie, anch'ella erede dei Babenberg, Gioacchino avanzò delle pretese di ottenere una porzione di quelle province sottratte al re boemo. Nella sua risposta, Rodolfo espresse il suo sostegno e soddisfazione per la lealtà di Gioacchino, che rivendicò per sé le terre (Judenburg e i suoi dintorni) che sua suocera Gertrude un tempo possedeva prima della sua espulsione dal ducato. Rodolfo assicurò all'inviato di Gioacchino, un certo frate "B." che avrebbe sostenuto la rivendicazione di Gioacchino sul ducato di Stiria. Verso la fine dell'estate del 1275, tuttavia, il re tedesco informò Ladislao IV che non poteva intercedere in favore di Gioacchino, poiché anche altri vantavano dei diritti sulla Stiria. Con l'efficace mediazione di Gioacchino, Ladislao IV e Rodolfo I conclusero un'alleanza contro Ottocaro II di Boemia. Sebbene Gioacchino avesse acconsentito a un incontro proposto da Ottocaro, pose deliberatamente delle condizioni impossibili (ad esempio una scorta armata) per far sì che le trattative si interrompessero. Ottocaro inviò una lettera a una delle figlie di Stefano V (Caterina o Elisabetta) per convincere suo fratello Ladislao a formare con lui un'alleanza. Nella missiva, il monarca boemo enunciò tutti i peccati di Gioacchino, accusandolo che anche il trattato di pace del 1271 era fallito a causa di Gioacchino, il quale all'epoca aveva totalmente plagiato il re. Quando Rodolfo dichiarò guerra a Ottocaro nel giugno 1276 e il suo esercito marciò in Austria nell'autunno, il partito dei Kőszegi-Gutkeled, dominante in Ungheria, decise di sostenere il re di Germania. Approfittando del conflitto tra Rodolfo I e Ottocaro II, il quattordicenne Ladislao IV e Gioacchino Gutkeled fecero un'incursione in Austria nel novembre. La città di Sopron accettò presto la sovranità di Ladislao e Ottocaro II promise di rinunciare a tutte le città che occupava nell'Ungheria occidentale.
Un nuovo conflitto armato iniziò in Ungheria nel 1277. Una di queste insurrezioni minacciò direttamente il dominio territoriale di Gioacchino Gutkeled in Slavonia. La potente famiglia dei Babonić governava delle aree assai vaste nella regione tra i fiumi Kulpa (Kupa) e Una. Ascesi a cavallo tra il XII e il XIII secolo, quando ricevettero enormi feudi dai re d'Ungheria, la loro espansione aveva raggiunto i confini dei domini di Gioacchino entro il 1270. Gli ambiziosi fratelli, Stefano e Radoslao Babonić si ribellarono in Slavonia e assoldarono dei cavalieri erranti e dei mercenari della Stiria per saccheggiare e distruggere la provincia della Slavonia, comprese le terre di Gioacchino. Al fine di reprimere la rivolta, il bano radunò un esercito reale e marciò nella Slavonia meridionale, coinvolgendo anche quattro membri della sua vasta parentela, tra cui Hodos e Briccio, capostipite dei Báthory. Tuttavia, le truppe reali subirono una disastrosa sconfitta, Gioacchino Gutkeled fu ucciso in una battaglia nell'aprile del 1277, mentre Hodos perse il braccio sinistro e Briccio il dito della mano destra, ed entrambi furono catturati dai cavalieri della Stiria. La rivolta si concluse soltanto in concomitanza dell'arrivo delle truppe ausiliarie inviate da Caro d'Angiò nell'agosto del 1277. Come ha osservato lo storico Jenő Szűcs, «il paradosso storico è che [Gioacchino], questo capo audacemente ambizioso della nuova era politica, il primo magnate a dichiarare apertamente guerra al potere reale, [...] cadde almeno formalmente sotto la protezione dello Stato».

## Discendenza
Gioacchino sposò la principessa rutena Maria Romanovna, plausibilmente nel 1269 o nel 1270. La nobildonna era la figlia di Romano Danilovič, principe di Navahrudak, e di Gertrude di Babenberg (legittima erede dei domini della sua famiglia), che celebrarono le nozze con la mediazione del re Béla nel 1250, dopo che questi incontrò e concluse un trattato di pace con il padre di Romano, Danilo Romanović, il principe di Galizia. In virtù di questo matrimonio, Gioacchino Gutkeled strinse un legame di parentela con tre dinastie reali: gli Arpadi, i Babenberg, il cui ramo maschile al tempo si era estinto, e i Rjurikidi. Il matrimonio di Gioacchino e Maria portò all'espulsione di Gertrude dalla Stiria per mano del suo rivale Ottocaro II. La coppia ebbe soltanto una figlia, con il risultato che la linea maschile di Gioacchino si estinse. La loro figlia, Clara, sposò Rolando Borsa, voivoda di Transilvania nel 1282 e dal 1284 al 1294. La sua quarta filialis, un meccanismo in vigore nell'Ungheria medievale volto a preservare le proprietà familiari all'interno della linea paterna, fu pagato dai figli di Paolo Gutkeled nel 1322. È noto che la donna risultava ancora in vita nel 1337.

## Rilevanza storica
L'evoluzione dell'orientamento politico filo-asburgico, le ribellioni provinciali del 1277 nello Szepesség, in Transilvania e in Slavonia, unite alla morte di Gioacchino Gutkeled, segnarono la fine del primo ciclo (1272-1277) del regno di Ladislao IV. Un mese dopo la dipartita di Gioacchino, l'assemblea nobiliare dichiarò Ladislao maggiorenne, autorizzandolo inoltre a ristabilire la pace interna con tutti i mezzi possibili. Gioacchino non generò alcun discendente di sesso maschile. I suoi fratelli, Nicola e Stefano, non avevano il suo medesimo carisma e la sua medesima ambizione funzionale a consentigli di costituire uno staterello pressoché autonomo in Slavonia. I Kőszegi e i Babonići si spartirono i feudi di Gutkeled tra di loro al confine tra Transdanubio e Slavonia. Nella loro intesa stipulata a Dubica il 20 aprile 1278, i Kőszegi e i Babonić delinearono due aree di interesse in Slavonia, con il risultato che i fratelli Kőszegi rinunciarono alle rivendicazioni territoriali su quanto situato a sud del fiume Sava (Slavonia inferiore, "Bassa Slavonia") in favore di Stefano Babonić e dei suoi consanguinei, che riconobbero al contempo l'autorità dei Kőszegi a nord del corso d'acqua. Presto, il fratello più giovane dei Kőszegi, Enrico II espanse la sua influenza su una porzione significativa di quella regione che, in passato, era amministrata da Gioacchino Gutkeled. Dopo il tradimento dei Kőszegi, Ladislao IV dialogò con i fratelli di Gioacchino, che giurarono fedeltà al re a Csanád (odierna Cenad, in Romania) il 19 giugno 1278. Nicola e Stefano Gutkeled si riconciliarono altresì con i loro rivali, i Babonić, a Zagabria nel novembre 1278, con la mediazione di altri potenti signori.
Seguendo l'orientamento di politica estera di Gioacchino, le truppe di Ladislao giocarono un ruolo decisivo nella vittoria di Rodolfo nella battaglia di Marchfeld il 26 agosto 1278, dove Ottocaro II fu ucciso, evento che favorì l'ascesa della casa d'Asburgo e la sua futura affermazione nella storia dell'Europa centrale.